# NGC 6552
NGC 6552 é uma galáxia espiral barrada (SBbc) localizada na direcção da constelação de Draco. Possui uma declinação de +66° 36' 55" e uma ascensão recta de 18 horas, 00 minutos e 07,0 segundos.
A galáxia NGC 6552 foi descoberta em 6 de Outubro de 1866 por Heinrich Louis d'Arrest.